# 中国人民政治协商会议第十一届全国委员会委员名单
中国人民政治协商会议第十一届全国委员会共有委员2237人，任期为2008年3月至2013年3月。

## 常务委员会组成人员

### 主席会议组成人员
- 主席：贾庆林
- 副主席：王刚、廖晖、杜青林、阿沛·阿旺晋美[註 1]、帕巴拉·格列朗杰、马万祺、白立忱、陈奎元、阿不来提·阿不都热西提、李兆焯、黄孟复、董建华、张梅颖、张榕明、钱运录、孙家正、李金华、郑万通、邓朴方、万钢、林文漪、厉无畏、罗富和、陈宗兴、王志珍、何厚铧（2010年3月第三次会议增选）
- 秘书长：钱运录（兼任）

### 常务委员
一诚、刀述仁、万季飞、万学远、万鄂湘、马长庆、马志伟、马英林、马培华、王晓、王少阶、王玉锁、王立平、王永庆、王亚保、王光谦、王先琼、王众孚、王宇田、王林旭、王明明、王金祥、王显政、王钦敏、王健林、王梅祥、王新陆、王新奎、韦建桦、方兆本、孔小均、艾努瓦尔、左焕琛、厉以宁、石耀霖、卢志强、卢晓钟、叶小文、叶小钢、田刚、田岚、田静、田震、田中群、田聪明、包俊臣、冯巩、冯明光、冯炯华、冯培恩、冯骥才、宁崇瑞、朱孝清、朱作言、朱祖良、朱维群、伍淑清、任法融、全哲洙、刘凡、刘江、刘长铭、刘古昌、刘汉元、刘汉铨、刘光复、刘亦铭、刘志峰、刘迎龙、刘应明、刘泽彭、刘柏年、刘晓庄、刘晓峰、刘峰岩、刘淑莹、刘新文、刘慕仁、齐让、江蓝生、许仕仁、许仲林、许志功、许京军、孙淦、孙永福、孙志强、孙怀山、孙晓郁、买买提·玉素甫、苏士澍、李冰、李宏、李明、李羚、李崴、李谠、李卫华、李世济、李庆云、李君如、李卓彬、李国璋、李昌鉴、李泽钜、李承淑、李栋恒、李铁林、李德洙、李德强、杨岐、杨健、杨孙西、杨春兴、杨俊文、杨健强、杨崇汇、杨维刚、杨焱平、吴江、吴玉谦、吴正德、吴光正、吴国祯、吴祖强、吴嘉甫、吴蔚然、邱衍汉、何维、何小平、何丕洁、何光暐、何柱国、何鸿燊、余国春、闵乃本、汪啸风、沈文庆、沈滨义、张平、张帆、张健、张海、张黎、张大方、张大宁、张文康、张左己、张龙之、张圣坤、张来斌、张国宝、张泽熙、张宝文、张承芬、张俊九、张桃林、张海迪、张维庆、张道宏、张福森、阿什老轨、陈军、陈杰、陈旗、陈广元、陈云林、陈永棋、陈传阔、陈自力、陈进玉、陈抗甫、陈佐洱、陈昊苏、陈明义、陈明德、陈绍军、陈政立、陈勋儒、陈凌孚、陈章良、陈清华、陈福今、邵鸿、武大伟、武四海、武维华、武献华、林而达、林兆枢、林明江、欧阳明高、欧阳淞、季允石、周文重、周汉民、周健民、周遇奇、郑小燕、郑兰荪、郑军里、郑建邦、郑祖康、郑家纯、郑惠强、郑楚平、郑楚光、学诚、赵龙、赵俊、赵少华、赵化勇、赵启正、赵雨森、赵晓勇、胡四一、胡永柱、胡家燕、胡德平、钮小明、段成桂、修福金、俞海潮、洪祖杭、姚志彬、秦大河、珠康·土登克珠、袁汉民、袁祖亮、袁隆平、袁熙坤、贾庆国、夏涛、夏培度、顾秉林、柴松岳、钱克明、徐泽、徐辉、徐冠华、徐振寰、徐展堂、栾恩杰、高峰、高小玫、高中兴、高体健、高俊良、郭炳湘、陶建幸、桑顶·多吉帕姆·德庆曲珍、黄代放、黄志贤、黄格胜、曹亚、曹毅、曹小红、曹其真、龚世萍、龚惠兴、康耀红、章祥荪、梁金泉、梁振英、葛东升、葛剑平、葛剑雄、董恒宇、董新光、蒋以任、蒋作君、蒋明麟、韩忠朝、韩美林、覃志刚、程世峨、程崇庆、傅先伟、傅惠民、曾华、温思美、温熙森、靳尚谊、蒙进喜、赖明、雷蕾、蔡威、蔡达峰、管国忠、廖泽云、黎桂康、德哇仓、滕文生、潘贵玉、潘蓓蕾、霍达、磨长英、戴德丰、謝仲崴

## 各界别委员

### 中国共产党（99名）
马中平、马庆生、马富才、王占、王刚、王广宪、王巨禄、王凤超、王玉庆、王生铁、王全书、王众孚、王国发、王学仁、王富卿、毛林坤、方兆祥、邓朴方、艾斯海提·克里木拜、田聪明、白玛、白立忱、仝广成、冯国勤、邢元敏（渝）、邢元敏（津）、朱维群、仲兆隆、任启兴、刘志忠、刘志峰、刘泽民、刘峰岩、刘德旺、许仲林、孙淦、孙永福、孙家正、孙淑义、阳安江、杜青林、李宏、李兆焯、李金华、李金明、李铁林、杨多良、杨崇汇、汪啸风、宋育英、张黎、张左己、张志军、张连珍、张启华、张国宝、张维庆、张福森、阿不来提·阿不都热西提、陈云林、陈光林、陈进玉、陈明义、陈学亨、陈绍基、陈奎元、陈锡文、陈福今、范钦臣、欧阳淞、金银焕、周国富、郑万通、郑新立、屈万祥、项宗西、赵金铎、胡彪、钟文、钟起煌、骆琳、秦玉琴、贾庆林、柴松岳、钱运录、徐冠华、高俊良、郭廷标、陶武先、桑结加、黄瑶、梁金泉、梁绮萍、蒋以任、程世峨、傅克诚、温宗仁、廖晖、滕文生

### 中国国民党革命委员会（65名）
卜漱和、万鄂湘、马志伟、王小凤、王四代、王红玲、孔小均、厉无畏、卢晓光、田惠光、白虹光、冯巩、冯明光、朱建军、庄威、刘凡、刘晓、刘斌、刘家强、刘新文、汤维建、孙继业、李崴、李蓉、李晓东、李德强、吴先宁、何小平、何丕洁、沈瑾、忻伟明、宋余庆、张全国、张庆成、张守志、张寿全、陈万达、陈重华、陈清华、陈澄波、苑春鸣、林道芸、林嘉騋、罗里熊、周天鸿、郑建邦、钟晓渝、钮小明、修福金、洪佳林、夏涛、夏培度、徐涛、高小玫、郭层城、曹亚、龚世萍、蒋洪、蒋平安、程崇庆、傅惠民、童石军、温香彩、谢碧玲、谢德体

### 中国民主同盟（65名）
王健、韦苇、车竞、龙庄伟、边发吉、朱光武、刘长铭、刘光复、刘明华、刘晓庄、刘慕仁、安纯人、孙丰月、孙南申、李成贵、李利君、李晓安、李竟先、杨维刚、吴刚、吴正德、吴信才、张澍、张世珍、张圣坤、张来斌、张宝文、张梅颖、张道宏、陈旗、陈幼平、欧阳明高、尚绍华、金道超、郑惠强、赵雨森、赵振铣、胡扬、俞海潮、俞敏洪、娄源功、贾庆国、顾欣、钱克明、倪慧芳、徐辉、徐一帆、徐世杰、高玉葆、高拴平、郭松海、黄维礼、康耀红、梁晓声、彭于发、葛剑平、董恒宇、蒋华良、韩圣浩、鲁安怀、温思美、谢卫、甄珍、雷蕾、鲍义志

### 中国民主建国会（65名）
马培华、王欣、王舰、王曦、王少阶、王永庆、王光远、王怀俊、方兆本、龙国键、卢步东、卢晓钟、冯军、宁崇瑞、华博雅、刘汉元、刘江龙、孙太利、孙东生、孙宝启、孙贵宝、李兰、李谠、李玉光、李世杰、李冬玉、李汉宇、李远征、李晓林、杨仁选、杨文龙、杨先明、吴晓青、余瑞玉、张皎、张榕明、陈明德、陈政立、武四海、武献华、欧成中、金正新、周汉民、赵龙、郝明金、胡可一、施耀忠、姜建初、夏敏、倪晋仁、徐建群、高峰、高天乐、高云龙、郭振家、郭跃进、黄庆勇、黄泽民、龚立群、葛俊杰、董维忠、董新光、赖明勇、蔡玲、潘琦

### 中国民主促进会（45名）
卫小春、王刚、王康、王建国、区鉷、石爱中、史贻云、汤建人、李进权、李国璋、李前宽、邱立成、言恭达、张帆、张群、张自立、张承芬、张俊芳、陈自力、陈英旭、陈凌孚、陈景秋、林圣雄、罗富和、罗黎辉、郑福田、赵光华、赵丽宏、段成桂、姚爱兴、秦和、袁祖亮、贾宝兰、唐瑾、唐勇力、陶凯元、黄震、盛昌黎、程幼东、谢彬如、蔡达峰、蔡继明、潘贵玉、潘碧灵、薛康

### 中国农工民主党（45名）
于文明、马立群、王路、王启仪、王新陆、牛广明、牛立文、左焕琛、叶建农、史俊通、冯炯华、朱静芝、刘晓峰、孙铁英、肖燕军、何维、张沅、张大宁、张光奇、张庆文、张周平、张新建、陈子江、陈宗兴、陈建国、陈绍军、陈勋儒、陈雅棠、欧阳华、金国生、周然、周宜开、周健民、周骏羽、郑小燕、赵吉光、段惠军、姚克、栗震亚、高体健、龚建明、彭钊、游宏炳、蔡威、滕玉芬

### 中国致公党（30名）
万钢、王元、王孝询、王钦敏、王增祺、牛文元、毛有碧、刘富兴、杜时贵、李卓彬、吴幼英、吴春梅、况平、张恩迪、陈杰、陳偉明、陈仲强、陈德展、林方略、赵进东、胡旭晟、姚凯伦、黄因慧、黄格胜、曹小红、曹鸿鸣、麻建国、阎小培、谢朝华、薛卫民

### 九三学社（45名）
马大龙、王键、王宇田、王志珍、支建华、冯培恩、刘秀晨、刘应明、刘政奎、刘鸿庥、刘淑莹、刘滇生、闫伟、米烈汉、严俊、杜德志、李彬、李华栋、闵乃本、张大方、张化本、张亚忠、张桃林、陈永川、陈抗甫、邵鸿、郑祖康、郑楚光、屈谦、赵俊、赵韩、赵雯、洪捷序、姚志彬、袁汉民、贾殿赠、徐国权、陶夏新、黄润秋、葛会波、韩忠朝、曾华、赖明、解士杰、潘蓓蕾

### 台湾民主自治同盟（20名）
王松、石四箴、叶惠丽、刘亦铭、孙南雄、李钺锋、杨健、连介德、吴国祯、张宁、张华军、张泽熙、林文漪、郑凡、骆沙鸣、黄志贤、谢正观、谢志成、雷献禾、蔡国雄

### 无党派民主人士（65名）
丁洁、马学平、王平、王执礼、王尚旭、王明明、王梅祥、王瑞珠、叶小钢、田刚、田中群、田红旗、邢定钰、戎嘉余、毕作滨、朱作言、朱征夫、刘勇、刘巍、刘公勤、米逸颖、许京军、孙林夫、苏士澍、李灿、李武、李大魁、李庆云、李晋峰、李稻葵、杨岐、杨淳、吴江、何星亮、何家英、张抗抗、张国俊、陈竺、陈昌生、陈建国、陈章良、陈道明、陈箭深、武维华、林而达、欧阳中石、周岚、孟洛明、赵宇梓、胡四一、段树民、侯惠民、贺强、袁隆平、高鹰忠、黄日波、龚惠兴、崔永元、章祥荪、董胜波、蒋明麟、谢茹、甄贞、霍达、穆京祥

### 中国共产主义青年团（12名）
王晓、王晓栋、尔肯江·吐拉洪、全桂寿、安桂武、李小豹、张骏、张晓兰、陈凯、罗梅、郗杰英、倪邦文

### 中华全国总工会（63名）
于宁、于天忱、马兰翠、王天凯、王东进、王树明、王显政、王晓龙、王瑞祥、尤兰田、牛越生、朱蒙、刘玉明、刘合炳、麦方代、苏玲、苏立清、李志军、李国瑞、李海滨、李滨生、吴有生、何喜奎、谷常生、宋欣、宋学斌、张希钦、张明森、张鸣起、张秋俭、张俊九、陈必亭、陈永满、陈效达、林用三、国一民、金义华、周大兵、周中枢、周建平、庞晓丽、宗贻平、胡先春、胡希捷、胡建胜、钟杰、施杰、袁伟霞、贾承造、贾艳敏、贾福兴、夏忠、倪小庭、徐振寰、徐德明、郭涛、盛明富、董力、韩修国、路耀华、解思忠、翟若愚、滕一龙

### 中华全国妇女联合会（67名）
于小文、万山红、王静、王小兰、王玉英、王淑玲、邓敏、叶顺兴、冯幸耘、任远征、华梅、伊丽苏娅、刘诗、刘红宇、汤燕雯、孙丹萍、孙毓敏、严慧英、李讷、李羚、李小琳、李嘉音、杨佳、杨俊、杨慧琼、吴海燕、吴菊仙、何悦、何永智、宋岩、张世平、张礼慧、张晓梅、张黎明、陈羽、陈红、陈清霞、陈婉娴、岳喜翠、郄秀书、周秉建、郑祎、郑珊、郑明明、赵少华、赵葆秀、胡葆琳、柯锦华、柳萍、洪天慧、皋玉凤、凌子、唐晓青、黄艳、黄紫玉、尉中民、彭钢、蒋秋霞、舒婷、曾海生、谢京、谢企华、强俄巴·次仁央宗、甄砚、窦晓玉、樊锦诗、瞿丽雅

### 中华全国青年联合会（29名）
山翀、王伟斌、王俊峰、方方、卢柯、田伟、朱军、朱从玖、任洪斌、许树强、严琦、严望佳、李永波、李佳鸣、李河君、李胜素、李惠森、吴仁彪、张政、阿不都热克甫·吐木尼牙孜、金萍、周桐宇、格桑罗布、郭为、梁丽萍、彭丽媛、韩红、曾智明、薛光林

### 中华全国工商业联合会（65名）
才旺扎西、王乃静、王文彪、王玉锁、王再兴、王均金、王健林、王植时、王新奎、孔芙蓉、左宗申、卢志强、田震、冯东明、匡湧、任文燕、全哲洙、刘志强、刘迎霞、刘金虎、刘新才、刘鹤章、许连捷、孙晓华、李仁、李卫华、李书福、李祖可、杨铿、杨焱平、吴一坚、何报翔、余渐富、沈建国、宋北杉、宋佳城、张元龙、张龙之、张芝庭、张近东、张宏伟、张果喜、张征宇、陈峰、陈次昌、陈经纬、茅永红、郑跃文、郑楚平、赵晓勇、赵满堂、郝远、段祺华、洪袁舒、柴宝成、徐冠巨、郭占春、黄代放、黄孟复、梁静、韩儒英、程红、傅军、谢伯阳、磨长英

### 中国科学技术协会（44名）
马军胜、王庭大、王基铭、王曙光、尹泽勇、叶培建、包为民、冯培德、吕树文、朱祖良、朱道本、刘玠、刘永坦、齐让、江泽慧、寿子琪、李兰娟、李和平、李晓红、沈文庆、宋南平、张泽、张鳌、张华祝、陈大卫、陈建民、茅玉麟、林惠民、欧阳钟灿、周名江、郑国光、孟宪来、赵忠贤、顾秉林、徐一鸣、徐延豪、栾恩杰、黄伯云、曹淑敏、曹湘洪、梁小虹、葛志荣、蔡耀军、潘复生

### 中华全国台湾同胞联谊会（15名）
王二虎、叶露昆、史茂林、纪斌、苏辉（女）、杨思泽、张嘉极、陈杰（女，高山族）、林贤顺、林盛中、黄植诚（壮族）、梁燕君（女）、简少玉（女）、蔡勉（女）、蔡国斌

### 中华全国归国华侨联合会（30名）
王荣宝、王保生、王晓玉、王彬成、朱世增、朱奕龙、庄绍绥、李玉玲、李群华、吴承业、邱维廉、张茵、陈方红、陈成秀、陈红天、陈励君、陈联合、林兆枢、林明江、林晓昌、林淑娘、饶曼妮、高杰、浦江、黄少良、屠杰、董中原、曾文仲、潘庆林、瞿弦和

### 文化艺术界（147名）
于海、于魁智、马博敏、王霞、王川平、王习三、王文章、王书平、王立平、王立军、王成喜、王次炤、王兴东、王安忆、丹增、尹力、龙瑞、叶少兰、申万胜、田青、田军利、白雪石、冯远、冯英、冯小宁、冯小刚、冯双白、冯骥才、尼玛泽仁、巩汉林、吕章申、朱世慧、朱乐耕、仲呈祥、刘敏、刘大为、刘云智、刘兰芳、刘宇一、刘秀荣、刘维维、刘锡津、关峡、关牧村、许钦松、孙萍、孙丽英、苏国璋、杜滋龄、李世济、李延声、李祖铭、李素华、李维康、杨赤、杨力舟、杨春霞、吴欢、吴为山、吴玉霞、吴冠中、吴祖强、吴雁泽、何水法、余隆、余辉、汪文华、汪国新、宋雨桂、宋春丽、宋祖英、张平、张柏、张健、张海、张千一、张艺谋、张廷皓、张会军、张国勇、张和平、张学津、张建国、阿拉泰、陈力、陈醉、陈立德、陈国星、陈泽盛、陈建功、陈祖芬、陈晓光、陈维亚、邰丽华、范小青、范迪安、茅善玉、林文增、林建岳、郁钧剑、金铁霖、周和平、郑欣淼、单霁翔、孟广禄、赵卫、赵有亮、赵汝蘅、赵秀云、赵秀君、赵维绥、胡珍、侯露、施大畏、美朗多吉、姜昆、秦百兰、耿其昌、贾平凹、夏燕月、倪萍、徐翔、徐庆平、徐沛东、郭瓦加毛吉、席强、黄宏、黄济人、梅葆玖、盛小云、崔建华、阎维文、董良翚、韩书力、韩美林、覃志刚、傅磬、曾成钢、靳尚谊、雷元亮、詹祥生、谭孝曾、谭利华、滕矢初、潘公凯、魏积安、濮存昕

### 科学技术界（112名）
万宝年、马兴瑞、马志明、王永志、王志新、王南华、王炳华、王涌天、尹卓、甘晓华、左铁钏、卢锡城、田静、白以龙、白世伟、宁远、邢新会、吉永华、朴英、朱星、朱李月华、朱敏慧、邬贺铨、刘永、刘钝、刘玉岭、刘纪远、宇如聪、孙聪、孙志辉、孙济洲、苏国萃、杜卫、李未、李林、李莉、李鸿、李潜、李邦河、李迪斐、李济生、李烈荣、李晓明、李家春、李维斗、杨元庆、杨文良、杨文采、杨玉芳、杨世林、杨宝奎、吴光辉、邱爱慈、邱铸鼎、何清华、沈德忠、宋振铎、张文义、张学阳、张铁岗、张景安、陆健健、陈平平、陈邦柱、陈运泰、陈凯先、陈念念、陈炳德、邵秉仁、金东寒、周玉梅、周成虎、郑兰荪、封锡盛、赵克俭、郝希山、胡里清、胡树华、茹克、柳崇禧、种明、段雄、施平、姜杰、洪建胜、姚檀栋、秦大河、袁希钢、聂启明、徐中信、高建华、唐纪良、陶化成、黄强、黄先祥、黄伟光、黄其励、黄荣辉、戚发轫、常文瑞、常兆华、崔敬忠、傅锐、傅新华、舒兴田、谢俊奇、蓝闽波、雷震洲、蔡晓红、樊建人、潘锋、戴晓雁

### 社会科学界（68名）
王名、王天增、王秀红、王学成、毛新宇、方工、卢中南、叶小文、包明德、朱孝清、朱佳木、朱晓明、仲布·次仁多杰、刘大钧、刘白驹、刘庆柱、刘树成、江小涓、江蓝生、安家瑶、孙正聿、孙晓郁、杜黎明、李铀、李蓝、李小三、李冬妮、李君如、李国安、李昌鉴、李崇富、李景源、李静杰、杨胜群、杨海坤、吴江、吴能远、吴德立、何新、何秉孟、宋林飞、宋镇豪、迟福林、张穹、张国初、张泓铭、张树华、张倩红、张蕴岭、陆忠伟、陈喜庆、陈智伦、罗援、金一南、赵园、郝时远、郝树声、柯小刚、段正坤、侯欣一、俞金尧、贺捷生、唐铁汉、黄梅、黄小同、曹义孙、景天魁、谢商华

### 经济界（145名）
丁仲篪、丁耀民、于炼、马经、马秀红、马明哲、马鸿烈、马蔚华、王军、王征、王大成、王为强、王永正、王永忠、王会生、王建沂、王建宙、王宪鹏、王超斌、毛蕴诗、孔栋、孔庆平、邓伟、厉以宁、田在玮、冯晓增、兰云升、吉晓辉、达庆利、朱长林、朱成钢、刘野、刘乃兰、刘云生、刘永好、刘安东、刘克崮、刘京生、刘革新、刘德树、闫冰竹、许家印、许善达、孙文杰、苏宁、李军、李勇、李文岳、李占通、李永江、李民斌、李兆会、李沛兴、李若谷、李绍德、李顺堤、李炳才、李家祥、李德水、杨超、杨国庆、杨凯生、肖宏江、吴明、吴焰、吴惠天、何光暐、应仲树、辛树森、汪建熙、沈雯、张小济、张志刚、张学武、张春江、张家林、张继勋、张赛娥、张懿宸、陆启洲、陈华、陈小津、陈天桥、陈东征、陈忠孝、陈春林、陈晓颖、陈新华、范福春、林大辉、林健锋、欧新黔、金建华、周纪昌、周厚健、周晋峰、郑海泉、宗立成、经天亮、荣海、胡成中、胡克勤、胡德平、侯外林、姜成康、洪敬南、贺平、贺同新、秦晓、袁懋振、耿亮、贾康、钱智民、徐晓兰、徐锡洲、唐健、唐大智、唐双宁、谈理平、陶建幸、梅兴保、曹光佑、常小兵、康健、阎庆民、梁志敏、梁君彦、董文标、蒋应时、蒋政江、蒋超良、韩真发、程路、谢炳、谢渡扬、赖海民、蔡来兴、蔡国雄、廖晓淇、谭伯源、熊贤林、穆占英、穆麒茹、魏迎宁、魏建国

### 农业界（65名）
于振文、王长寿、王玉佩、王西林、王金祥、王海波、王道文、方荣祥、尹伟伦、石见元、印红、冯平、宁高宁、吕建中、任勇、华士飞、刘江、刘昕、刘凤之、刘延云、刘环祥、刘忠元、许雷、许皞、李永安、李育材、李剑阁、李铁军、杨公社、吴鸿、吴鸿、吴金印、宋丰强、宋湛谦、张洪、张生朝、张红武、陈星莺、范小建、林金星、尚勋武、郑晖、郑维列、孟金陵、赵心力、赵学敏、侯先志、侯勇跃、骆少君、聂振邦、贾幼陵、夏庆友、徐建国、黄大卫、黄大昉、黄建中、黄鸿翔、曹玉书、曹幸穗、梁季阳、程萍、舒安娜、雷加富、翟浩辉、瞿振元

### 教育界（107名）
丁伟岳、王玉凤、王东林、王训练、王光谦、王汝成、王松灵、王国宾、王建华、王修林、王晓秋、王智平、左东岭、石定果、石耀霖、卢炬甫、田淑兰、印杰、乐国安、司富春、成岳冲、毕小平、朱和平、朱清时、朱鸿民、伍中信、旭日干、刘焱、刘太行、刘秀梵、刘经南、汤素兰、许仲梓、孙珩超、孙惠玲、苏蓉、杜玉波、李明、李未明、李东福、李向玉、李兴山、李和平、李学春、李定国、李椿萱、杨春时、肖燕、吴平东、余争平、汪苹、沈奎林、宋纯鹏、张伟平、张杰庭、张济顺、张银福、陈放、陈勉、陈群、邵国培、范更华、范伯元、林宗寿、罗霞、图登克珠、周浪、周同甫、周学东、周家伦、孟安明、赵沁平、郝平、郝政利、胡海岩、茹克叶·穆罕默德、柯杨、柯惠新、钟志华、钟秉林、洪伟、顾也力、钱锋、徐南平、高文、高抒、高正红、高建民、郭传杰、郭晋云、唐子来、唐建武、黄河、黄元河、黄维义、黄维若、梅国平、盛连喜、章新胜、彭志敏、葛剑雄、葛晓音、程天权、蔡志君、蔡克勤、廖昌永、魏群

### 体育界（22名）
王钧、卞志良、邓亚萍、甘连舫、叶乔波、史康成、华以刚、刘翔、刘敬民、杨桦、杨静之、陈立人、周继红、胡家燕、姚滨、晏紫、钱利民、高健、崔大林、蒋效愚、谢军、樊庆斌

### 新闻出版界（46名）
于永湛、万捷、马胜荣、马澄坤、王乃坤、王军伟、王连生、韦建桦、毛福民、卞晋平、石峰、石汉基、卢世琛、刘长乐、刘冠军、刘振英、江绍高、许明、李小棠、李东东、李宝善、李景瑞、李瑞英、杨波、杨澜、沙博理、沈鹏、张胜友、张海涛、陈洪、范冰冰、林光如、周海婴、赵化勇、赵昌平、聂震宁、贾永、徐如俊、海霞、黄庆、黄书元、黄国柱、龚亚夫、詹国枢、蔡名照、翟惠生

### 医药卫生界（90名）
王宇、王大明、王立东、王旭东、王红阳、王国治、王国强、王建业、王承德、王智彪、田伏洲、史大卓、冯世良、吕爱平、刘志红、刘迎龙、刘荣玉、刘登岗、池慧、安阿玥、孙丰源、孙建方、孙保存、严卫星、李文志、李玉峰、李立明、李秀华、李佩文、李辅仁、李森恺、杨利霞、杨金生、杨雄里、连建伟、肖红、吴明、吴以岭、吴明江、吴海洋、吴蔚然、邱贵兴、何伟、佘靖、沈悌、沈中阳、迟宝荣、阿达来提·阿合买提江、陈兴生、邵一鸣、其仁旺其格、范利、林野、林绍彬、林嘉滨、尚红、帕尔哈提·阿不都热依木、岳秉飞、金大鹏、周良辅、赵平、赵达生、赵炳礼、赵铱民、胡定旭、俞光岩、姜洪池、姚乃礼、夏宁、徐亮、徐勇、翁国星、凌锋、高春芳、高润霖、黄峻、黄传贵、黄洁夫、菊红花、曹洪欣、葛均波、董协良、蒋作君、韩雅玲、焦家良、储大同、温建民、雷菊芳、熊思东、戴秀英

### 对外友好界（39名）
万季飞、万学远、马灿荣、王林旭、王胜洪、石愚、乐美真、邢运明、吕凤鼎、吕新华、朱灵、刘文杰、刘古昌、刘泽彭、关呈远、安民、孙振宇、李冰、李小林、杨孝华、吴思科、张九桓、陈昊苏、武大伟、季允石、周文重、周幼马、赵启正、赵进军、俞贵麟、袁明、袁熙坤、陶大为、黄友义、蒋晓松、韩方明、裘援平、蔡凤震、蔡建国

### 社会福利和社会保障界（36名）
于兵、王林、包陪庆、朱建民、后力、刘玉芬、刘功臣、李猛、李子良、李丕钧、李立新、李宏塔、李顺桃、步正发、张力、张小玲、张文康、张松桥、张明园、张忠言、张彦森、张海迪、张雪岩、陈世强、罗平飞、赵杰兵、郝建秀、胡志斌、夏荣强、高晓笛、郭长江、郭汝斌、黄文仔、黄朝阳、薄绍晔、戴皓

### 少数民族界（105名）
才让、马开贤、马长庆、马文丕、马邦河、马志武、马虎成、马国权、马国超、马国瑜、王亚保、王先琼、王佳敏、王福耀、计明南加、巴桑顿珠、玉帕新、艾徐、艾克拜尔·米吉提、艾努瓦尔、卡米力·阿不都拉、卢京、卢尼奥夫·尼古拉·伊万诺维奇、甲热·洛桑丹增、申楚、田岚、付刚、代依米克·地瓦那、白音门德、包俊臣、朴惠善、尧西·索朗卓玛、伏来旺、伊力多斯·阿合塔莫夫、多央娜姆、邬丽娅·司马义诺娃、刘晓梅、安南、祁德川、买买提·玉素甫、买买提·艾山、克珠、苏晓云、苏维词、杜梅、李成日、李建国、李承淑、李德洙、杨一奔、杨春兴、杨健强、杨谊群、杨新华、吴爱红、吴嘉甫、何春、何奇耶徒、辛颖梅、阿称、阿什老轨、阿沛·阿旺晋美、阿侯蜀革、阿曼吐尔·木沙、陈军、陈德、拉巴平措、林兴、林贤郁、金莉、金晏山、周明甫、郑军里、法蒂玛·马合木提、宗庸卓玛、孟松林、美朵曲珍、前进、洪梅香、莎娜、贾列肯·别克西、贾拉森、高炜、高延青、郭丽娜、黄毅、曹毅、鄂义太、康尼·巴桑、梁晓丹、彭兆清、斯塔、韩兴旺、覃文静、粟多能、蓝秀珍、雷后兴、蔡世杰、管国忠、熊胜祥、德德玛、潘晓慧、穆可发、鞠雅莲、魏红

### 宗教界（65名）
一诚、丁广治、丁文方、丁科仓、丁常云、刀述仁、于新粒、马寿新、马英林、东宝仲巴·呼图克图、旦白尼玛、白克力·马木提、印乐、任法融、刘元龙、刘怀元、刘柏年、安信义、那仓·向巴昂翁丹曲成来、李光富、杨发明、杨志波、余文良、沈学彬、陆新平、阿旺吉卓、陈广元、陈顺鹏、妙江、拉茂赛赤、范承祖、林志华、帕巴拉·格列朗杰、金蔚、金鲁贤、学诚、宗洛·向巴克珠、房兴耀、香根·巴登多吉、洪长有、觉醒、祜巴龙庄勐、珠康·土登克珠、根通、夏立宛、倪光道、徐晓鸿、高峰、唐卫民、唐诚青、桑顶·多吉帕姆·德庆曲珍、黄至安、黄信阳、萨龙·平拉、策墨林·单增赤列、傅先伟、普法、湛如、靳云鹏、赖保荣、雷世银、詹思禄、阚保平、慧深、德哇仓

### 特邀香港人士（126名）
马介璋、王永乐、王国华、王国强、王䓪鳴、王敏贤、区永熙、方铿、方黄吉雯、计佑铭、邓日燊、邓兆棠、龙子明、卢文端、田北俊、冯华健、冯国经、吕明华、朱树豪、朱莲芬、伍淑清、庄启程、刘汉铨、刘兆佳、刘宇新、刘诗昆、刘皇发、刘梦熊、刘遵义、汤伟奇、许仕仁、许荣茂、许智明、苏泽光、杜毅、李扬、李大壮、李文俊、李秀恒、李贤义、李国章、李国强、李泽钜、李家杰、李家祥、杨钊、杨孙西、杨海成、杨敏德、吴光正、吴良好、何志平、何柱国、余国春、邹灿基、汪明荃、张华峰、张国良、张学明、张信刚、张闾蘅、张家敏、陈万雄、陈玉书、陈永棋、陈丽华、陈奇伟、陈振东、陈鑑林、邵善波、林国文、林树哲、林铭森、林淑仪、罗友礼、罗祥国、罗康瑞、周永健、周安达源、周俊明、周梁淑怡、郑家纯、郑维健、郑耀宗、荣智健、胡汉清、胡应湘、胡经昌、查懋声、钟瑞明、施子清、施祥鹏、施展熊、洪祖杭、徐是雄、徐展堂、高敬德、郭炎、郭炳湘、容永祺、黄光苗、黄守正、黄志祥、黄英豪、黄景强、黄楚标、梁国贞、梁钦荣、梁振英、董建华、蒋丽芸、曾钰成、蓝鸿震、赖庆辉、蔡志明、蔡冠深、廖长城、廖正亮、谭锦球、谭耀宗、黎桂康、潘宗光、潘祖尧、霍震霆、戴希立、戴德丰

### 特邀澳门人士（29名）
马万祺、马有礼、区宗杰、尤端阳、冯志强、刘衍泉、许爽、许健康、杨俊文、吴立胜、吴培娟、何玉棠、何鸿燊、陈明金、林金城、欧安利、柯为湘、钟小健、贺定一、徐泽、黄如楷、曹其真、崔世昌、梁华、梁庆庭、廖泽云、黎振强、颜延龄、潘汉荣

### 特别邀请人士（166名）
丁寿岳、马子龙、马国湘、马金虎、马铁山、王伟、王同琢、王卓辉、王涛志、王崇久、毛凤鸣、尹凤岐、尹庆立、孔瑛、邓成城、邓宗良、石玉珍、龙超云、卢昌华、卢温胜、叶金生、叶爱群、冯永生、吕登明、吕耀东、刚占标、朱永清、朱孟依、朱振中、朱景辉、多杰热旦、庄国荣、刘卫东、刘长喜、刘世民、刘立军、刘永瑞、刘怀廉、刘佩智、刘俊文、刘逢君、刘雅琴、许志功、许瑞生、孙必达、孙永海、孙志强、孙怀山、孙明山、孙忠焕、孙俊哲、孙德汉、严智泽、苏树辉、李元、李敏、李文华、李宇鸿、李运之、李学明、李政文、李栋恒、李洪程、李微微、李德成、杨瀚、杨启儒、杨晓渡、吴玉谦、邱进、邱衍汉、邱德群、何其宗、何虎林、邹庚壬、邹哲开、邹新生、沈素琍、沈滨义、宋晓梧、宋晨光、张翔、张元富、张立民、张传林、张红力、张秀明、张治中、张秋祥、张燮飞、阿沛·晋源、陈世俊、陈光志、陈传阔、陈佐洱、陈修茂、陈寒枫、范西成、范晓光、林上元、林文肯、林炎志、林炳尧、欧金谷、易清、罗东进、周珉、周一波、周遇奇、周镇宏、郑守增、屈全绳、赵书月、赵兴发、赵国钧、胡永柱、钟声琴、侯伯文、洛桑江村、桂全智、贾润兴、钱海皓、徐长玉、徐承云、徐增平、翁杰明、高鹏、高中兴、高世琦、高金榜、高春翔、郭修圃、涂辉龙、陶方桂、陶斯亮、黄海、黄新、黄方毅、黄道伟、常荣军、崔占福、梁伟浩、梁亮胜、寇宪祥、彭磷基、葛东升、董利翔、董海舟、董福元、蒋小明、程熙、程宝山、程群力、傅思和、焦安昌、温熙森、游洛屏、蒙进喜、楼阳生、楼志豪、蔡东士、熊自仁、缪合林、缪寿良、潘瑞吉、薛映承
（2008年10月18日常委会第三次会议增补）
王国卿
（2009年9月23日常委会第七次会议增补）
马健
（2010年2月28日常委会第八次会议增补）
王正福、王顺生、牛有成、刘伟、汤黎路、孙晓群、李长江、何厚铧、岳福洪、班禅额尔德尼·确吉杰布、黄龙云、黄晴宜、薛延忠
（2010年6月25日常委会第十次会议增补）
李学举、张耕
（2010年10月22日常委会第十一次会议增补）
王天戈、王惠贞、冯川建、朱燕来、传印、李荣融、杨保建、沈国军、张基尧、陈志列、林树森、罗永章、赵海英、贺林、钱学明、郭浩、郭加迪、曹康泰、梁凤仪、傅川、焦红、简松年、潘功胜
（2011年2月28日常委会第十二次会议增补）
王太华、刘京、李毅中、胡振民